# Who Can It Be Now?
Who Can It Be Now? is een nummer van de Australische band Men at Work. Het is de tweede single van hun debuutalbum Business as Usual uit 1981. In juni dat jaar werd het nummer eerst in Australië en Nieuw-Zeeland op single uitgebracht. Op 11 mei 1982 volgden Europa, de VS en Canada.

## Achtergrond
Als opvolger van de wereldhit Down Under werd ook Who Can It Be Now? in een aantal landen een hit. In thuisland Australië behaalde de plaat de 2e positie, en in de Verenigde Staten werd het de tweede nummer 1-hit in de Billboard Hot 100 voor Men at Work. Ook in Israël werd de nummer 1-positie bereikt. In Canada de 8e, Nieuw-Zeeland de 45e, Zuid-Afrika de 5e, Frankrijk de 20e, Duitskand de 71e, Italië de 10e, Ierland de 18e en in het Verenigd Koninkrijk de 45e positie in de UK Singles Chart. Desondanks wist de plaat nergens het succes van de voorganger te overtreffen.
In Nederland werd de plaat begin zomer 1982 veel gedraaid op Hilversum 3 maar wist vreemd genoeg de Nederlandse Top 40 en de TROS Top 50 niet te bereiken. De plaat bleef met een 13e positie vier weken lang in de Tipparade steken. Wél werd de 49e positie in de Nationale Hitparade bereikt waarin de plaat 1 week stond genoteerd. In de Europese hitlijst op Hilversum 3, de TROS Europarade, werd géén notering behaald.
In België behaalde de plaat géén notering in zowel de voorloper van de Vlaamse Ultratop 50 als de Vlaamse Radio 2 Top 30 en de Waalse hitlijst.